# Anatoliy Polishchuk
Anatoliy Antonovych Polishchuk (en russe: Анатолій Антонович Поліщук) est un joueur et entraineur soviétique de volley-ball, né le 11 janvier 1950 dans l'oblast de Rivne (RSS d'Ukraine) et mort le 7 juin 2016.

## Palmarès

### En sélection
- Jeux olympiques : 
  -  Médaillé d'argent en 1976
- Championnat du monde : 
  -  Champion en 1978
  -  Vice-champion en 1974
- Coupe du monde : 
  -  Vainqueur en 1977
- Championnat d'Europe : 
  -  Champion en 1975
  -  Champion en 1977

### Avec le CSKA Moscou
- Coupe d'Europe des clubs champions
  - Vainqueur en 1973, 1974, 1975, 1977, 1982 et 1983
- Championnat d'URSS
  - Vainqueur en 1973, 1974, 1975, 1976, 1977, 1978, 1979, 1980, 1981, 1982 et 1983
- Coupe d'URSS
  - Vainqueur en 1980 et 1982